# Мікі Ворд
Джордж Майкл «Мікі» Ворд-молодший (англ. George Michael "Micky" Ward, Jr.; 4 жовтня 1965, Ловелл) — професійний боксер, чемпіон світу за версією WBU (2000) в першій напівсередній вазі. Також широко відомий як головний герой художнього фільму 2010 року «Боєць» (англ. The Fighter), заснованого на його кар'єрі, як персонаж пісні альбому «The Warrior's Code» гурту «Dropkick Murphys», і за його трилогію боїв з Артуро Гатті, що потрапили в спортивну відеогру Fight Night Round 3.

## Життя і кар'єра
Ворд був триразовим чемпіоном Нової Англії в турнірі з боксу «Золоті рукавички», і став професіоналом в 1985 році, вигравши чотирнадцять боїв. Однак його кар'єра пішла під укіс, і після чотирьох послідовних поразок, у 1990 році Ворд взяв у спорті паузу.

## Перерва у виступах
Під час перерви у професійній кар'єрі Мікі переніс операцію на правій руці, з якою у нього виникали проблеми протягом декількох боїв. При операції використовувалися деякі з кісток таза з метою зміцнення кістки в руці. Його зведений брат, колишній боксер Дікі Еклунд, який боровся з наркоманією та був звільнений з в'язниці за звинуваченнями в зберіганні наркотиків, був переконаний, що Мікі повинен зайнятися спортом знову.

## Повернення у великий спорт
Повернення було успішним, Мікі Ворд виграв дев'ять боїв і став чемпіоном в напівсередній вазі. Він захистив пояс один раз, в матч-реванші проти Луї Ведера. Ворд отримав право на бій за титул чемпіона світу в першій напівсередній вазі за версією IBF у 1997 році проти Вінса Філліпса, але не виграв титул, оскільки бій був зупинений у третьому раунді через поріз, і Філліпс виграв бій. Через рік Ворд знову зазнав невдачі, програвши за очками у 12-раундовому бою Забу Джуді.
2000 року Ворд вирушив до Лондона на бій проти Ші Нірі за титул чемпіона світу в першій напівсередній вазі за версією WBU. Ворд виграв технічним нокаутом у 8 раунді. У 2001 році Мікі Ворд переміг у 10-раундовому бою Емануеля Огастеса. Цю зустріч визнано боєм 2001 року за версією журналу «Ринг».

## Ворд проти Гатті. Трилогія
Перший бій знаменитої трилогії між Гатті і Мікі Вордом відбувся в травні 2002 року в Монтвіллі. У видовищному бою Ворду присудили перемогу рішенням більшості. У листопаді 2002 року відбувся другий бій між Гатті і Вордом. Цього разу перемогу здобув Гатті. У червні 2003 року відбувся третій бій. Гатті знову був сильнішим і переміг за очками. Всі три бої були відзначені небувалою безкомпромісністю, і вилилися в люту рубку з першої і до останньої секунди. Першу і третю їхні зустрічі визнано боями року за версією журналу «Ринг». Трилогію Гатті-Ворд по праву визнають однією з найбільших трилогій в історії боксу.

## Особисте життя
Мікі Ворд ріс важкою дитиною. Він жив у Ловеллі, місті, де бокс був запорукою виживання на вулиці. Працьовитість Мікі дозволила йому подолати невдачі, поганий менеджмент, постійні травми рук і пов'язані з цим хронічні болі, і вирватися з пастки злиднів і чорнової роботи, які були в Лоуеллі звичайною справою, і стати переможцем турніру «Золоті Рукавички» серед юніорів у першій середній вазі. Ворд брав участь у вуличних боях з ранніх років і завжди був серед своїх супротивників невдахою. Але його неймовірна здатність валити своїх супротивників раптовим лівим гуком доводила протилежне.
У 2005 році Мікі Ворд одружився з Шарлін Флемінг (англ. Charlene Fleming), і вони жили з дочкою Мікі від першого шлюбу — Кейсі.

## Після завершення боксерської кар'єри
45-річний (на 2010 рік) Ворд як і раніше живе в Ловеллі, де він є співвласником тренажерного залу, а також співвласником відкритої хокейної ковзанки.

## У популярній культурі
- Історію повернення Мікі і його сходження до слави розповідає художній фільм «Боєць» (у ролі Мікі Ворда — Марк Волберг).
- Мікі Ворд зображений на обкладинці альбому «The Warrior's Code» гурту «Dropkick Murphys», також одна з пісень альбому присвячена йому.
- Пісня «Animal Rap» хіп-хоп гурту «Jedi Mind Tricks» має підзаголовок «Мікі Ворд Mix».
- В спортивній відеогрі Fight Night Round 3 є трилогія «історичних боїв» Мікі з Артуро Гатті.
- Пісня «Мікі» гурту ВІА «Дружний колектив».